# Знак Сагите
„Знак Сагите“ је српска издавачка етикета посвећена фантастици. Основана је 1985. у Београду са циљем објављивања и светских и домаћих писаца. Једна је од најбитнијих едиција за фантастику на подручју бивше Југославије. Оснивач и главни уредник је Бобан Кнежевић.
Осим истоимене едиције књига, етикета укључује у себе и књижевни часопис Знак Сагите (20 бројева од 1993), форум истог имена (од 2002), те више сродних пројеката: алманах светске фантастике „Монолит“ (десет томова, од 1984), серију антологија српске и југословенске фантастике „Тамни вилајет“ (четири тома, од 1988), „СФ&Ф библиографија“ Миодрага Миловановића и Кнежевића итд.

## Едиција „Знак Сагите“
1. Кристофер Прист, Инвертирани свет (роман), 1985.
2. Антологија савремене француске фантастике (приче), 1985.
3. Семјуел Р. Дилејни, Вавилон 17 (роман), 1986. и 1990.
4. Семјуел Р. Дилејни, Ајнштајновски пресек (роман), 1986.
5. Роберт Силверберг, Умирање изнутра (роман), 1987, 1988. и 1990.
6. Роџер Зелазни, Он који обликује (роман), 1986, 1988. и 1991.
7. Роџер Зелазни, Створења Светлости и Таме (роман), 1987. и 1990.
8. Роџер Зелазни, Зовем се Конрад (роман), 1988. и 1989.
9. Роџер Зелазни, Острво мртвих (роман), 1988. и 1989.
10. Роџер Зелазни, Пролаз у песку (роман), 1989.
11. Роџер Зелазни, Девет принчева Амбера (роман), 1988.
12. Филип К. Дик, Теците сузе моје, рече полицајац (роман), 1988. и 1989.
13. Грегори Бенфорд, Временски пејзаж (роман), 1988. и 1990.
14. Тамни вилајет 1, избор југословенске научне фантастике (приче), 1988, друго проширено издање 1989.
15. Драган Р. Филиповић, Златна књига (роман), 1988.
16. Хауард Филипс Лавкрафт, Стивен Кинг и Клајв Баркер, Хорор (приче), 1990.
17. Ен Мекафри, Лет змајева (роман), 1989.
18. Роберт Силверберг, Књига лобања (роман), 1990.
19. Брус Стерлинг, Острва у мрежи (роман), 1996.
20. Реј Бредбери, Нешто нам се зло привлачи (роман), 1990.
21. Роџер Зелазни, Пушке Авалона • Знамење Једнорога / Амбер 2 и 3 (роман), 1990.
22. Филип К. Дик, Три стигмате Палмера Елдрича (роман), 1992. и 1998.
23. Дејвид Палмер, Помаљање (роман), 1993.
24. Клајв Баркер, Књиге крви 1 (приче), 1991.
25. Клајв Баркер, Књиге крви 2 (приче), 1991.
26. Клајв Баркер, Књиге крви 3 (приче), 1991.
27. Миле Јанковић Бели, Бледа месечева светлост (роман), 1992.
28. Роџер Зелазни, Оберонова рука • Предворје хаоса / Амбер 4 и 5 (роман), 1992.
29. Зоран Јакшић, Никадорски ходочасник (приче), 1992.
30. Тамни вилајет 2, избор југословенске научне фантастике (приче), 1992.
31. Горан Скробоња, Накот (роман), 1994.
32. Тамни вилајет 3, избор југословенске научне фантастике (приче), 1993.
33. Ђорђе Мијушковић, Исусова грешка (роман), 1994.
34. Клајв Баркер, Књиге крви 4 (приче), 1991.
35. Клајв Баркер, Књиге крви 5 (приче), 1991.
36. Клајв Баркер, Књиге крви 6 (приче), 1991.
37. Зоран Стефановић, Словенски Орфеј и друге драме (драме), 1995.
38. Илија Бакић, Пренатални живот или Тата, курва, доца и мама (роман), 1997.
39. Ђорђе Мијушковић, Рат бољи од секса (роман), 1996.
40. Тамни вилајет 4: избор српске фантастике (приче), 1996. i 2011.
41. Роџер Зелазни, Ноћ у самотном октобру (роман), 1997.
42. Футура: Избор из „Футуре“ (приче)
43. Нил Стивенсон, Хистерични снег (роман)
44. Роџер Зелазни, Адути пропасти / Амбер 6 (роман), 1995
45. К. В. Џетер, Ноћ Морлока (роман), 1997.
46. Ричард Кадри, Камиказе l'amour (роман), 1997.
47. Реј Бредбери, Марсијанске хронике
51. Роџер Зелазни, Смрт у Италбару (роман)
52. Урош Петровић, Приче с оне стране (приче), 2004.
53. Роџер Зелазни, Времедром
54. Роџер Зелазни, Џек из сенке
55. Филип К. Дик, Симулакруми
56. Јелена Ђуровић, 30. фебруар (роман), 2011.
57. Зоран Стефановић, Веригаши, роман о Нашима (роман), 2012.
58. Ратко Радуновић, Историја љубави међу микробима (роман), 2012.
59. Слободан Шкеровић, Шаманијада (роман), 2012.
61. Мина Д. Тодоровић, Вир светова (роман), 2012.
62. Мина Д. Тодоровић, Гамиж (роман), 2012.
65. Предраг Вукадиновић, Тај необичан дан (роман), 2012.
66. Бобан Кнежевић, Слободанида, 2014.
69. Слободан Шкеровић, Тамна страна силе (роман), 2013.

## Часопис „Знак Сагите“
Први број часописа Знак Сагите је изашао 1993. године. До 2013. је изашло 20 бројева. Осим лепе књижевности, часопис доноси и теоријске и публицистичке текстове посвећене фантастици у разним видовима: књижевност, стрип, филм, видео игре итд.
Неки бројеви су тематски, попут оног посвећеног аустралијској фантастици или причама са књижевне радионице форума „Знака Сагите“.